# Heinrich von Brühl
Heinrich von Brühl (Gangloffsömmern, 13 agosto 1700 – Dresda, 28 ottobre 1763) è stato un politico tedesco, primo ministro dell'elettorato di Sassonia.

## Biografia

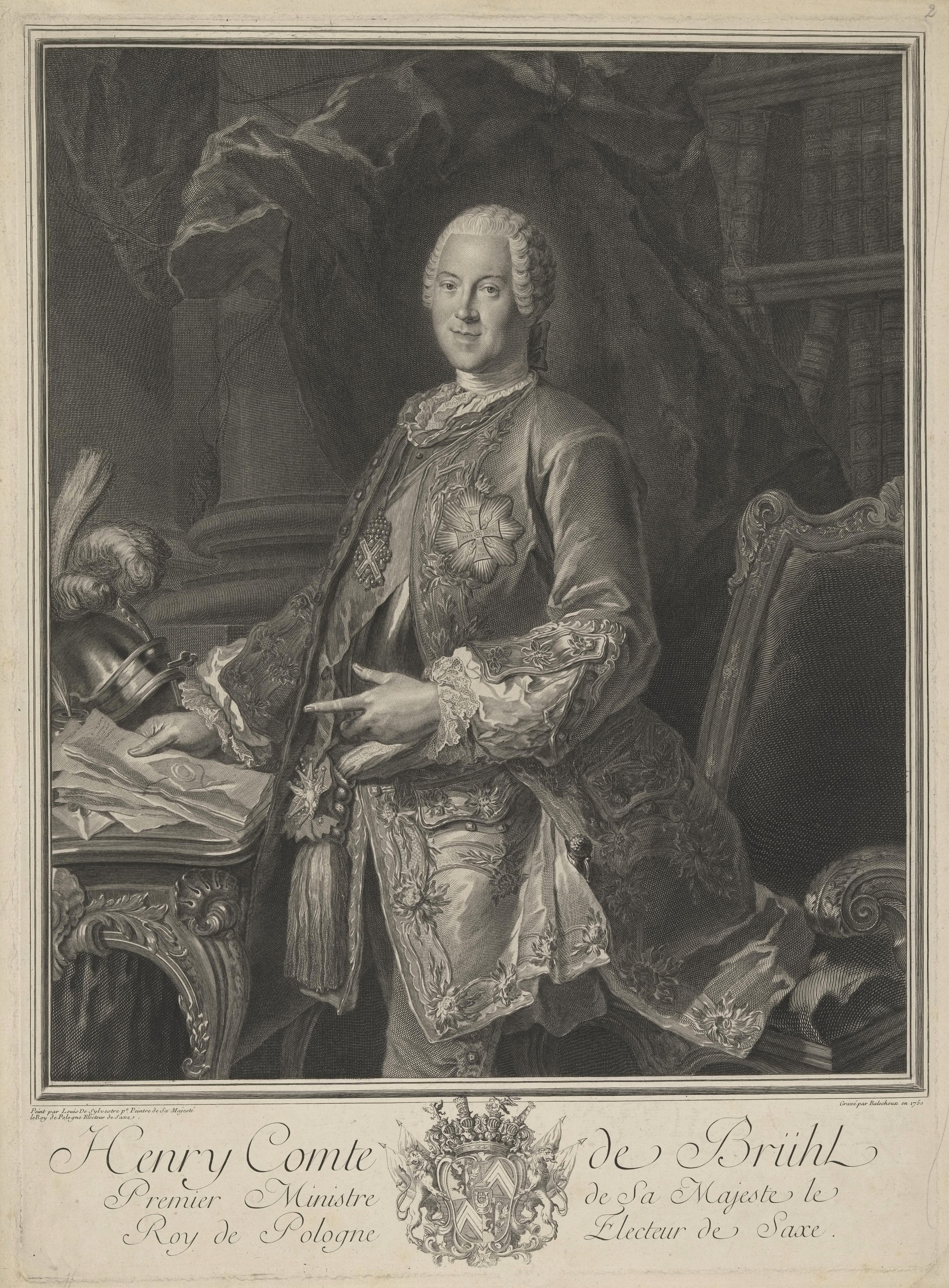
Ritratto di Heinrich von Brühl

Era figlio di Johann Moritz von Brühl, un nobile che rivestì l'ufficio di Oberhofmarschall (maresciallo) nella piccola corte di Sassonia-Weissenfels. Il padre cadde in disgrazia e fu costretto a rinunciare ai benefici che passarono nelle mani del duca di Sassonia-Weissenfels. Heinrich fu dapprima paggio della vedova duchessa di Sassonia-Weissenfels, poi, su raccomandazione di quest'ultima, nel 1719 passò alla corte dell'elettore di Sassonia come Silberpage (paggio e ciambellano).
Guadagnò rapidamente il favore dell'elettore Federico Augusto il Forte, che nel 1697 era asceso al trono di Polonia col nome di Augusto II. Brühl, che cominciò come paggio e ciambellano, fu elevato alla più alta dignità dello Stato e si adoperò soprattutto nel procurare danaro per il suo prodigo padrone. Pur essendo a Varsavia quando morì Federico Augusto il Forte (1733), riuscì a conquistarsi anche la fiducia incondizionata del principe elettore Federico Augusto II il Sassone (o Augusto III di Polonia) che era rimasto Dresda. Durante i trent'anni di regno di Augusto III von Brühl fu il vero ispiratore della sua politica e l'uomo forte della corte sassone. Ministro delle finanze nel 1733, degli affari civili e di quelli militari nel 1737, fu nominato primo ministro nel 1746, ma in realtà fu l'unico ministro e riempì tutti gli uffici pubblici di suoi favoriti. Amava inoltre il lusso, condusse vita dispendiosa e non esitò a servirsi del denaro pubblico, di cui aveva l'amministrazione, per le sue spese personali. Accumulò inoltre un enorme patrimonio fondiario e immobiliare.
Oltre ad aver immiserito il paese a causa dell'esosa politica fiscale, Brühl fu il principale responsabile della rovinosa politica estera svolta dalla Sassonia tra il 1733 e il 1763. Il paese fu infatti coinvolto nella guerra di successione polacca (1733-1739), per l'ambizione di Federico Augusto II a salire sul trono di Polonia, nella guerra di successione austriaca (1740-1748) e nella Guerra dei sette anni (1756-1763) nel corso della quale la Sassonia fu invasa e devastata. Conclusa la pace di Hubertsburg (15 febbraio 1763) con la quale si pose fine alla guerra dei sette anni riportando i confini alla situazione esistente alla fine del conflitto, von Brühl, caduto oramai in disgrazia, venne arrestato con l'accusa di concussione e abuso di fiducia; ma morì prima della sentenza.